# Neocrepidodera nobilis
Neocrepidodera nobilis is een keversoort uit de familie bladkevers (Chrysomelidae). De wetenschappelijke naam van de soort werd in 1904 gepubliceerd door J. Daniel.